# امیلیا شاتز
امیلیا شاتز (به انگلیسی: Emilia Schatz) (زاده فوریه ۱۹۷۹) یک طراحی بازی ویدئویی و دانش‌آموخته علوم رایانه از دانشگاه نورث تگزاس است. او آمریکایی است ودر شرکت ناتی داگ کار می‌کند. او در طراحی بازی‌هایی مثل آنچارتد ۴ و آخرین بازمانده۲ مشارکت داشته‌است.
او یک زن ترنس است. شاتز در سال ۲۰۱۲ آشکارسازی کرد که تراجنسیتی است و مراحل گذار جنسیت را انجام داد.